# Krzysztof Ratajczyk
Krzysztof Ratajczyk (ur. 9 listopada 1973 w Poznaniu) – polski piłkarz grający na pozycji obrońcy.
Karierę piłkarską rozpoczynał w Warcie Poznań. W 1990 zdobył z reprezentacją Polski brązowy medal mistrzostw Europy w kategorii U-16. Latem 1991 przeszedł do Legii Warszawa. W wieku 20 lat miał pewne miejsce w podstawowym składzie Legii Warszawa. Wspólnie z Jackiem Zielińskim, Markiem Jóźwiakiem oraz Zbigniewem Mandziejewiczem tworzyli blok obronny w połowie lat 90. Podczas pięciu lat spędzonych w tym klubie zdobył sześć pucharów w Polsce w tym 2 razy Mistrzostwo Polski, 2 razy Puchar Polski oraz jeden Superpuchar Polski. Największym sukcesem okazało się dojście do 1/4 Finału Ligi Mistrzów w sezonie 1995/1996. Wystąpił w 3 z 10 spotkań w Lidze Mistrzów (w jednym meczu eliminacyjnym i dwóch grupowych).
Zyskał pseudonim boiskowy „Rataj”; żonaty z Edytą, z którą ma syna Piotra.

## Osiągnięcia sportowe
- brązowy medal mistrzostw Europy w kategorii U-16: 1990

Legia Warszawa
- Mistrzostwo Polski: 1993*, 1994, 1995
- Puchar Polski: 1994, 1995
- Superpuchar Polski: 1995
- 1/4 Finału Ligi Mistrzów w sezonie 1995/1996
- * – Mistrzostwo Polski odebrane przez PZPN (zobacz: Niedziela cudów).

Austria Wiedeń
- Mistrzostwo Austrii: 2003
- Puchar Austrii: 2003, 2005
- Superpuchar Austrii: 2003